# جون تي براش
جون تي براش (بالإنجليزية: John T. Brush)‏ هو شخصية أعمال أمريكي، ولد في 15 يونيو 1845، وتوفي في 26 نوفمبر 1912.